# Elvan Abeylegesse
Elvan Abeylegesse, geboren als Hewan Abeye (Amhaars: አልቫን አበይለገሠ, Turks: Elvan Can) (Addis Abeba, 11 september 1982) is een Turkse voormalig middellange en langeafstandsloopster van Ethiopische afkomst. Ze werd Europees kampioene in 2010 op de 10.000 m.  Ze nam deel aan twee Olympische Spelen en veroverde hierbij twee zilveren medailles, die haar later vanwege een dopingovertreding zijn afgenomen.

## Biografie

### Turkije als tweede vaderland
Abeylegesse komt uit een gezin van acht kinderen. Ze begon haar atletiekcarrière met veldlopen. In 1999 won ze, onder haar eigen naam Hewan Abeye, goud op het WK veldlopen voor junioren in Belfast. Daar werd ze uitgenodigd voor een sportevenement in Istanboel. Ze besloot daar te blijven.
Om de Turkse nationaliteit te krijgen, trouwde ze en voerde vanaf dan de naam Elvan Can. Haar huidige naam nam ze aan na haar scheiding. Ze was aangesloten bij Enka Sports Club in Istanboel en werd getraind door voormalig hink-stap-springer Ertan Hatipoglu uit Bulgarije, van Turkse afkomst. Vanuit Ethiopië, waar nog altijd haar familie leefde, kreeg ze een trainingsverbod opgelegd. Des te groter werd haar populariteit in Turkije. Şarık Tara, ere-voorzitter van haar vereniging, verklaarde dat hij haar successen meer waardeerde dan de derde plaats van het Turkse voetbalelftal op het WK 2002.

### Wereldrecord
In 2001 werd Elvan Abeylegesse Europees jeugdkampioene op de 3000 m, 5000 m en het veldlopen. Op de Europese kampioenschappen in 2002 in München werd ze zevende op de 5000 m in 15.24,41 min. Kort hierna liep ze met 8.31,94 een Turks record op de 3000 m. Op de wereldkampioenschappen van 2003 bleef ze met 14.53,56 knap binnen de vijftien minuten en werd hiermee vijfde. Het jaar erop liep ze de 1500 m met een tijd van 3.58,28 binnen de vier minuten. Bij internationale wedstrijden in het Noorse Bergen verbrak ze met 14.24,68 het wereldrecord op de 5000 m van Jiang Bo uit 1997.
Op de Olympische Spelen van 2004 in Athene kwam ze niet verder dan een twaalfde plaats op de 5000 m in 15.12,64 en een achtste plaats op de 1500 m in 4.00,67.

### Zilver op WK en OS
Op de EK van 2006 in Göteborg won Abeylegesse brons op de 5000 m met een tijd van 14.59,29. Eerder dat jaar bracht ze het Turkse record op de 10.000 m op 30.21,67 en op de 10 km naar 30.57. Op de WK van 2007 in Osaka werd ze op de 10.000 m tweede.
Datzelfde gebeurde op de Olympische Spelen van 2008 in Peking, waar ze zowel op de 5000 als de 10.000 m een zilveren medaille veroverde. Op de 10.000 m eindigde zij in de Europese recordtijd van 29.56,34 achter de Ethiopische Tirunesh Dibaba (goud; 29.54,58 = OR) en voor de Amerikaanse Shalane Flanagan (brons; 30.22,22). Hierna was het op de 5000 m opnieuw Dibaba die haar van het goud afhield. Met haar 15.41,40 was zij ruim een seconde sneller dan Abeylegesse, die met 15.42,74 overigens wel Meseret Defar (brons; 15.44,12) voorbleef. Haar prestaties op het wereldkampioenschap 2007 en de Olympische Zomerspelen 2008 zijn haar ontnomen vanwege dopinggebruik.

### Europees kampioene
Op de EK van 2010 in Barcelona won ze haar eerste grote titel. Ze won de 10.000 m in een tijd van 31.10,23 voor de Russische titelverdedigster Inga Abitova (31.22,83) en de Portugese Jéssica Augusto (31.25,77).
Abeylegesse is aangesloten bij Enka Sport Club.

### Doping
Op 12 augustus 2015 werd bekendgemaakt, dat Abeylegesse is betrapt op dopinggebruik. Zij behoort tot de 28 deelnemers aan de WK's van 2005 en 2007 waarvan de urinemonsters onlangs opnieuw zijn getest door de IAAF. Het zou in haar geval zijn gegaan om het verboden middel stanozolol. Hoewel de atlete ontkent dit middel ooit te hebben gebruikt, is zij hangende het verdere onderzoek voorlopig geschorst.

## Titels
- Europees kampioene 10.000 m - 2010
- Europees kampioene U23 5000 m - 2003
- Europees jeugdkampioene veldlopen - 2001
- Europees jeugdkampioene 3000 m - 2001
- Europees jeugdkampioene 5000 m - 2001
- Kampioene Middellandse Zeespelen 10.000 m - 2009

## Persoonlijke records
Baan
| Onderdeel | Prestatie            | Datum              | Plaats    |
| --------- | -------------------- | ------------------ | --------- |
| 1500 m    | 3.58,28              | 30 mei 2004        | Moskou    |
| 2000 m    | 5.33,83              | 7 juni 2003        | Istanboel |
| 3000 m    | 8.31,94 (NR)         | 30 augustus 2002   | Brussel   |
| 5000 m    | 14.24,68 (ex-WR, NR) | 11 juni 2004       | Bergen    |
| 10.000 m  | 30.21,67             | 15 april 2006 (NR) | Antalya   |

Weg
| Onderdeel      | Prestatie    | Datum            | Plaats         |
| -------------- | ------------ | ---------------- | -------------- |
| 10 km          | 30.57 (NR)   | 14 mei 2006      | Istanboel      |
| 15 km          | 53.08        | 17 oktober 1999  | Istanboel      |
| 20 km          | 1:05.42      | 14 oktober 2012  | Istanboel      |
| halve marathon | 1:07.07 (NR) | 19 februari 2010 | Ras al-Khaimah |
| 25 km          | 1:26.02      | 16 augustus 2014 | Zürich         |
| 30 km          | 1:43.12      | 26 april 2015    | Londen         |
| marathon       | 2:29.30      | 17 november 2013 | Istanboel      |

Indoor
| Onderdeel | Prestatie | Datum            | Plaats  |
| --------- | --------- | ---------------- | ------- |
| 3000 m    | 9.08,82   | 18 februari 2001 | Piraeus |

## Palmares

### 1500 m
- 2004: 7e OS - 4.00,67

### 3000 m
- 1999: 5e WK jeugd - 9.08,29
- 2000:  Izmir Meeting - 9.08,7
- 2000: 6e WK junioren - 9.28,20
- 2001:  EK junioren - 8.53,42
- 2002: 5e Weltklasse Zurich - 8.36,56
- 2003:  Europa Cup B - 8.49,14
- 2005:  Europacup C - 9.18,5
- 2004:  Qatar Athletic Super Grand Prix in Doha - 8.35,83
- 2004:  Europacup B in Istanboel - 8.49,14
- 2005:  Europacup B in Istanboel - 9.18,5

### 5000 m
- 1999:  EK U20 - 16.06,40
- 2000: 6e WK junioren - 16.33,77
- 2001:  EK junioren - 15.21,12
- 2001: 8e in series WK - 15.22,89
- 2002:  Fanny Blankers-Koen Games - 15.00,49
- 2002: 7e EK - 15.24,41
- 2003:  Fanny Blankers-Koen Games - 15.06,75
- 2003:  Europacup B in Istanboel - 15.06,63
- 2003:  EK U23 - 15.16,79
- 2003: 5e WK - 14.53,56
- 2003:  Wereldatletiekfinale - 14.56,25
- 2004:  Bergen Bislett Games - 14.24,68
- 2004: 12e OS - 15.12,64 (series 14.54,80)
- 2004:  Wereldatletiekfinale - 14.59,19
- 2005:  Europacup B in Istanboel - 15.15,14
- 2006:  EK - 14.59,29
- 2007:  Europacup B in Zenica - 15.59,15
- 2007: DQ WK - 15.00,88
- 2008: DQ Europacup B in Istanboel - 15.26,33
- 2008: DQ OS - 15.42,74 (series 14.58,79)
- 2010:  EK team in Boedapest - 15.09,31
- 2010:  Meeting Areva – 14.31,52
- 2010:  EK - 14.54,44
- 2010: 5e Memorial van Damme - 14.39,61
- 2010: 4e IAAF/VTB Continental Cup in Split - 16.10,36

### 10.000 m
- 2001:  Middellandse Zeespelen - 32.29,20
- 2006:  Europacup - 30.21,67
- 2007:  Europacup - 31.25,15
- 2007: DQ WK - 31.59,40
- 2008: DQ Europacup - 31.36,33
- 2008: DQ OS - 29.56,34
- 2009: DQ Middellandse Zeespelen - 31.51,98
- 2010:  EK - 31.10,23
- 2013:  Middellandse Zeespelen - 32.59,30

### 10 km
- 2000:  Grand Ataturk Run in Ankara - 38.37
- 2001:  Grand Ataturk Run in Ankara - 32.55
- 2002:  Grand Ataturk Run in Ankara - 32.18,5
- 2006:  Maltepe University International in Istanbul - 30.57
- 2008: DQ World's Best in San Juan - 31.38
- 2010: 4e World's Best in San Juan - 31.57,6

### 15 km
- 1999:  Istanboel Eurasia - 53.08
- 2012:  Vodafone Eurasia Istanboel - 49.29

### 20 km
- 2012:  20 km van Parijs - 1:05.42

### halve marathon
- 2010:  halve marathon van Ras al-Khaimah - 1:07.07
- 2013:  halve marathon van Nice - 1:10.32
- 2013: 13e halve marathon van Ras al-Khaimah - 1:11.57
- 2014: 58e halve marathon van Kopenhagen - 1:15.58

### marathon
- 2013:  marathon van Istanboel - 2:29.30
- 2014: 5e EK in Zürich - 2:29.46
- 2014: 4e marathon van Istanboel - 2:32.15
- 2015: DNF Londen Marathon
- 2018: 5e marathon van Istanboel - 2:32.23
- 2019: DNF WK

### veldlopen
- 1999: 17e EK junioren in Velenje - 13.29
- 2000:  EK junioren in Malmö - 12.56
- 2001: 22e WK junioren in Oostende - 23.30
- 2001:  EK junioren in Thun - 10.35
- 2001:  EK junioren in Thun - landenklassement
- 2002:  Internationale Geminicross in Breda - 20.50
- 2002:  Profile Cross in Uden - 23.52,6
- 2002:  EK in Medulin - 20.19
- 2003:  EK in Edinburgh - 22.13
- 2004:  Great North Cross Country in Newcastle - 21.05
- 2007: 28e WK in Mombasa - 29.26